# ドス!
『ドス!』 (¡Dos!)は、アメリカのロックバンド、グリーン・デイのスタジオ・アルバム。2012年11月14日発売。アメリカでは11月13日発売。3部作の第2作目で、ジャケットにはマイク・ダーントが描かれている。
第1作『ウノ!』は9月26日発売。第3作『トレ!』は当初2013年1月16日発売予定だったが、2012年12月12日に前倒し発売となった。先行シングル「ストレイ・ハート」が発売された。
オリコン・アルバムチャートでは8位（洋楽2位）を獲得。全英では10位、全米では9位を記録した。

## 収録曲
1. シー・ユー・トゥナイト - "See You Tonight" - 1:06
2. ファック・タイム - "Fuck Time" - 2:45
3. ストップ・ホエン・ザ・レッド・ライツ・フラッシュ - "Stop When the Red Lights Flash" - 2:26
4. レイジー・ボーンズ - "Lazy Bones" - 3:34
5. ワイルド・ワン - "Wild One" - 4:19
6. メイクアウト・パーティー - "Makeout Party" - 3:14
7. ストレイ・ハート - "Stray Heart" - 3:44
8. アシュレイ - "Ashley" - 2:50
9. ベイビー・アイズ - "Baby Eyes" - 2:22
10. レディー・コブラ - "Lady Cobra" - 2:05
11. ナイトライフ - "Nightlife" - 3:04
12. ワウ！ザッツ・ラウド - "Wow! That's Loud" - 4:27
13. エイミー - "Amy" - 3:25
27歳で夭折したエイミー・ワインハウスに捧げる曲。
  - 日本盤には、ボーナストラックとして「カミング・クリーン」のライブ音源が収録されている。

## その他
- ビリー・ジョー・アームストロングとマイク・ダーントのインタビューによれば、「このアルバムは、よりガレージロックっぽくなっていて———少し下品(dirtier)だよ、パーティの真っ最中みたいな感じだ」と述べている。[1]
- 「ナイトライフ(Nightlife)」は三部作の中で最も暗く、ゆったりとした曲の一つである。[2]
- アルバムに「レディー・コブラ」という曲があるが、それは「ナイトライフ(Nightlife)」にゲストヴォーカルとして参加したレディー・コブラから思いついたものである。このアルバムの裏表紙には彼女の目に×の入っている写真を見ることができる。